# Modignano
Modignano (Mudignan in dialetto lodigiano) è una frazione del comune lombardo di Tavazzano con Villavesco.

## Storia
La località, piccolo borgo agricolo, fu attestata per la prima volta in un documento del 1252.
A metà del XVIII secolo fu aggregato a Modignano il piccolo centro di Villavesco.
In età napoleonica (1809-16) al comune di Modignano furono aggregate Pezzolo di Tavazzano e Tavazzano, che recuperarono l'autonomia con la costituzione del Regno Lombardo-Veneto.
All'Unità d'Italia (1861) il paese contava 768 abitanti. Nel 1869 Modignano fu nuovamente unita ai comuni di Pezzolo di Tavazzano e Tavazzano: il nuovo comune prese il nome di Villavesco, mutato nel 1963 nell'attuale Tavazzano con Villavesco. Modignano fu degradata a frazione.
Lontana dalle grandi vie di comunicazione, Modignano ha sofferto di un forte calo demografico, comune a molte aree rurali.
In questi ultimi anni la riqualificazione di vecchie cascine e la costruzione di nuove unità abitative ha fatto riscontrare un aumento demografico significativo per questa piccola comunità rurale.

## Monumenti e luoghi d'interesse
Degno di nota è l'Oratorio di San Andrea Apostolo di costruzione antecedente al XVI secolo e datato per la prima volta intorno al 1573 in occasione di una visita pastorale dell'allora Vescovo di Lodi Antonio Scarampo. L'oratorio si compone di un'unica navata adornata con statue e raffigurazioni del santo Patrono
Si segnala nel territorio di Modignano il complesso della Cascina Vho, di costruzione antecedente al XVIII secolo e citato per la prima volta nel 1723 in un atto catastale di Carlo VI come bene appartenente al Collegio Ungarico di Roma. La Cascina Vho rappresenta un esempio ben conservato di complesso rurale-agricolo a "corte chiusa" tipico delle campagne Lodigiane..